# Externsteine
Externsteine (též Eggstersteine nebo Egistersteine) jsou kulturní a přírodní památka v Teutoburském lese v zemském okrese Lippe v německé spolkové zemi Severní Porýní-Vestfálsko, chráněná jako přírodní rezervace od roku 1926. Jedná se o skupinu pískovcových skalních věží a bloků, vyhlazených vodou a větrem do groteskních tvarů, o místo, kde se v dávných dobách odehrávaly pohanské a křesťanské obřady.

## Geografie a geologie
Řada pískovcových skal, protažená ve směru od severozápadu k jihovýchodu, leží na severovýchodním okraji Teutoburského lesa mezi městem Horn-Bad Meinberg a obcí Holzhausen-Externsteine v okrese Lippe, severně od výběžků vysočiny Eggegebirge. Území patří do povodí řeky Vezery.
Z hlediska geologické skladby jsou Externsteine tvořeny tvrdými a vůči erozi poměrně odolnými pískovci, které se utvořily v období spodní křídy před cca 120 milióny let, kdy byla tato část evropského kontinentu pokryta mořem. Vrásněním před zhruba 70 milióny let byly tyto původně vodorovně uložené pískovcové vrstvy vyzdviženy a vztyčeny ve vertikální poloze.

## Předmět ochrany

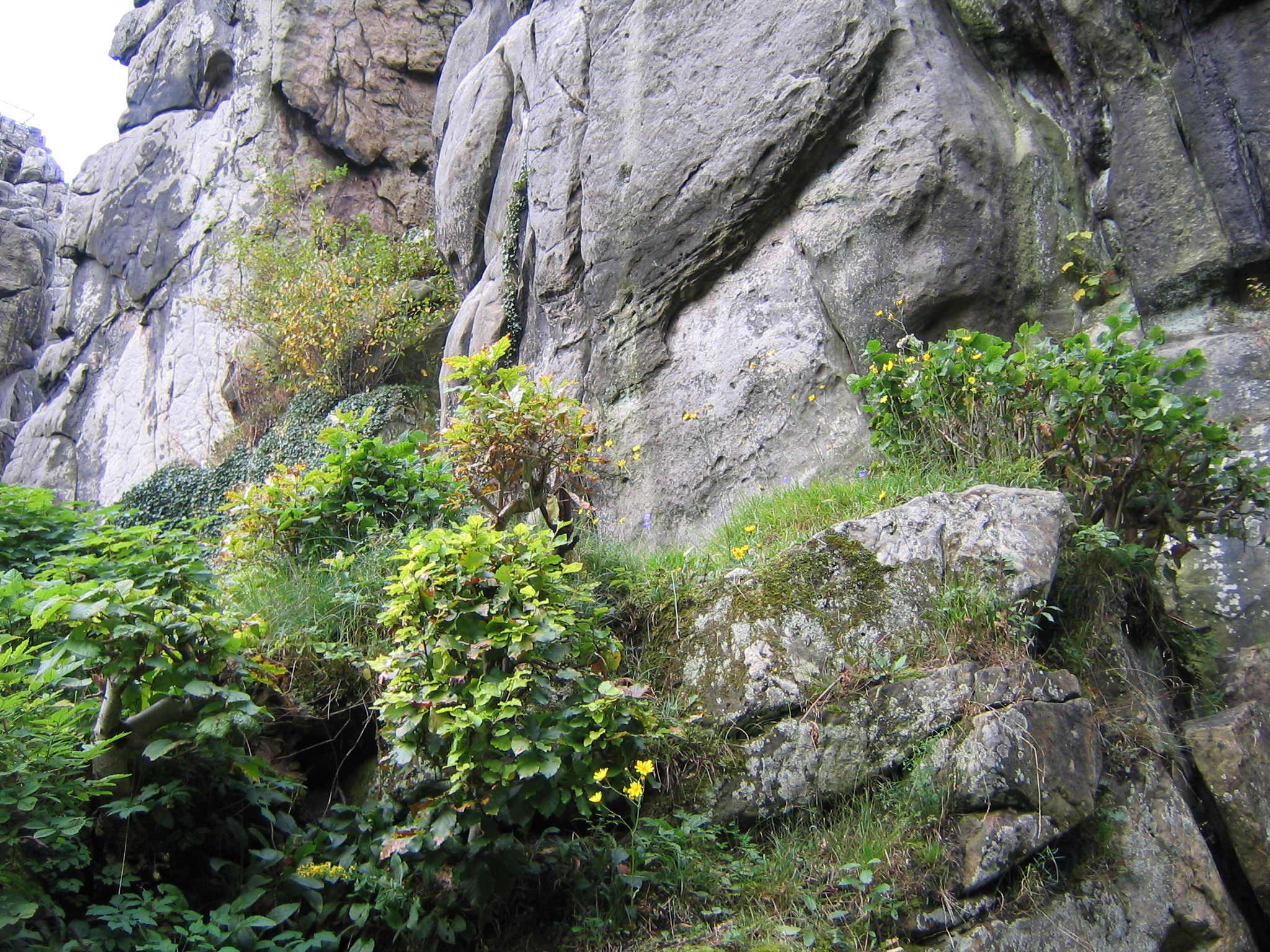
Vegetace na úpatí skal

Externsteine jsou jako významná přírodní a kulturní památka chráněny již od roku 1926. Celková plocha chráněného území, zařazeného jako evropsky významná lokalita do soustavy Natura 2000, je 127 ha. Za unikátní na území Severního Porýní – Vestfálska se považuje zejména geologická a geomorfologická stavba této lokality s plochami suchých vřesovišť. Mezi vzácnou vegetaci patří různé druhy kapradin, mechů a lišejníků a biotopy jako svahová rašeliniště v oblasti sousedních skalních hřebenů Knickhagen a Bärenstein. Na území hnízdí vzácné druhy ptáků, jako je strakapoud prostřední (Dendrocopos medius), datel černý (Dryocopos martius) nebo žluna šedá (Picus canus ). Dále se zde vyskytuje čolek velký (Triturus cristatus)  a páchník hnědý (Osmoderma eremita), brouk z čeledi zlatohlávkovitých. Externsteine byly v roce 2006 zařazeny Akademií geologických věd v Hannoveru (Akademie für Geowissenschaften und Geotechnologien) jako jedno z nejvýznamnějších území svého druhu mezi národní geotopy Německa.

## Mytologie
- Jelikož se skály nacházejí v oblasti poseté starodávnými kultovními místy, samy jsou tudíž opředeny silnou mystikou a mytologickými příběhy. Podle ústní tradice kamenné pilíře postavili přes noc obři a vzápětí je sežehl ďábel. Bizarní pokroucené tvary prý skály získaly v žáru pekelných plamenů.
- Tento pozoruhodný přírodní útvar zaujímá v německé duchovní tradici podobné postavení jako Stonehenge v Británii. Spolehlivé důkazy o původu a smyslu Externsteine vábí svou nedosažitelností: jedna teorie tvrdí, že pilíře sloužily jako významné kultovní středisko; jiná naopak dokládá, že jejich náboženské využití začíná až ve 12. století a že vznikly pod vlivem vyprávění křižáků jako nápodoba svatých míst jeruzalémských.

## Spojení s křesťanstvím

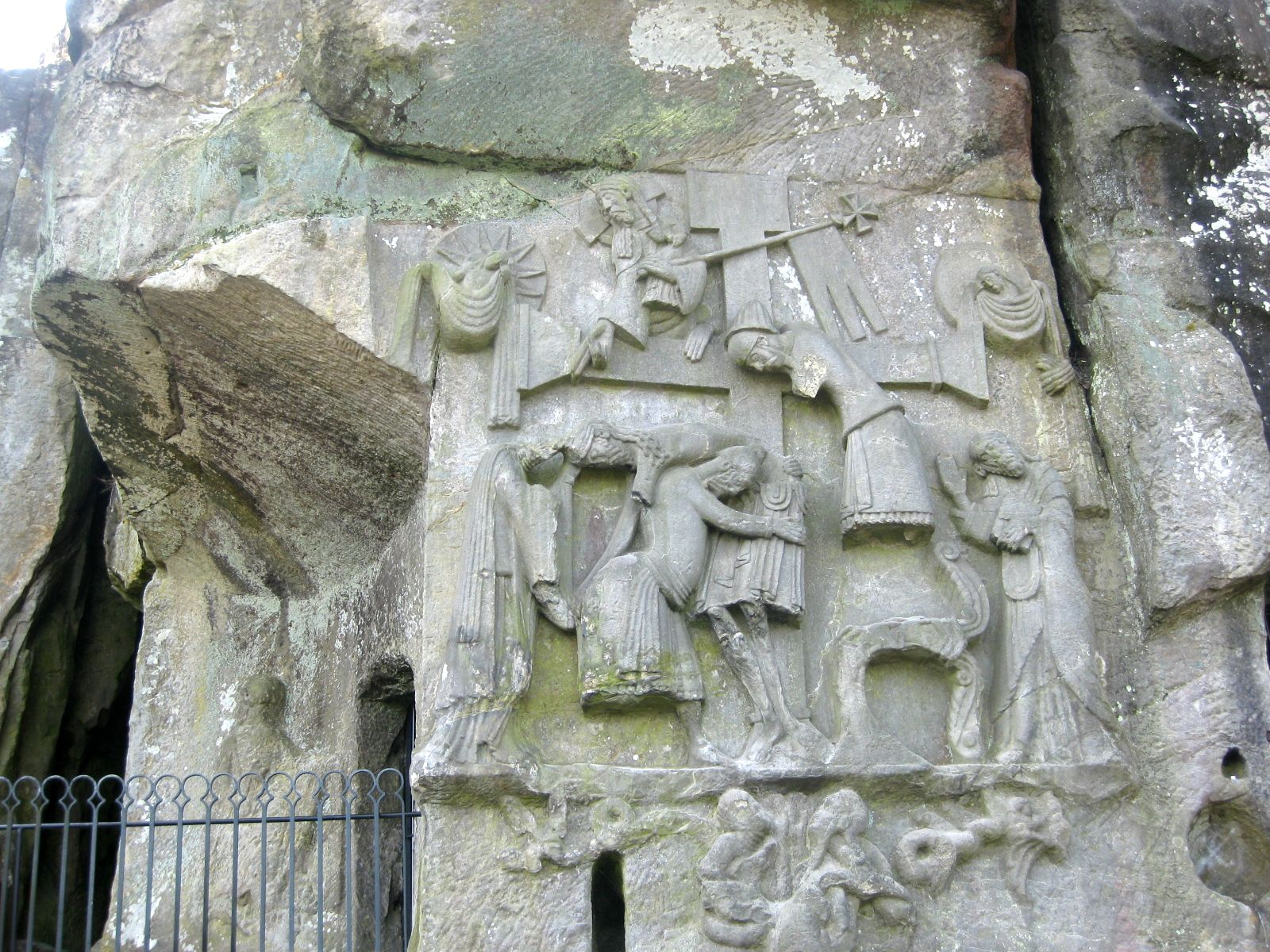
Reliéf Snímání z kříže

V roce 722 bylo v Německu pohanství vytlačeno křesťanstvím, které si pohanské svatyně přisvojilo. Ve středověku sloužila skaliska Externsteine jako útočiště křesťanským poustevníkům. Odkazem tohoto období je velkolepý reliéf na jedné z větších skal. Snímání z kříže vytvořili kolem roku 1120 cisterciáčtí mniši z nedalekého padebornského opatství, kteří se chodili do síní vyhloubených ve skalách modlit.

### Irminsul
Pozoruhodným detailem basreliéfu je Irminsul, čili Sloup světa, o němž pohanští Sasové věřili, že podepírá vesmír. Skutečnost, že se Irminsul v tomto výjevu sklání pod římsou, na níž stojí Nikodém (ten byl podle bible jedním z těch, kdo pohřbili Ježíše) snímající tělo Kristovo z kříže, symbolizuje vládu křesťanství nad pohanstvím. V této souvislosti je významné, že Nikodémovy nohy kdosi schválně ulomil – místní lidé poškození vysvětlují jako akt pomsty pohanů za to, že jim cisterciáci tímto symbolickým způsobem jejich posvátný emblém pokořili.

## Útvary ve skalách

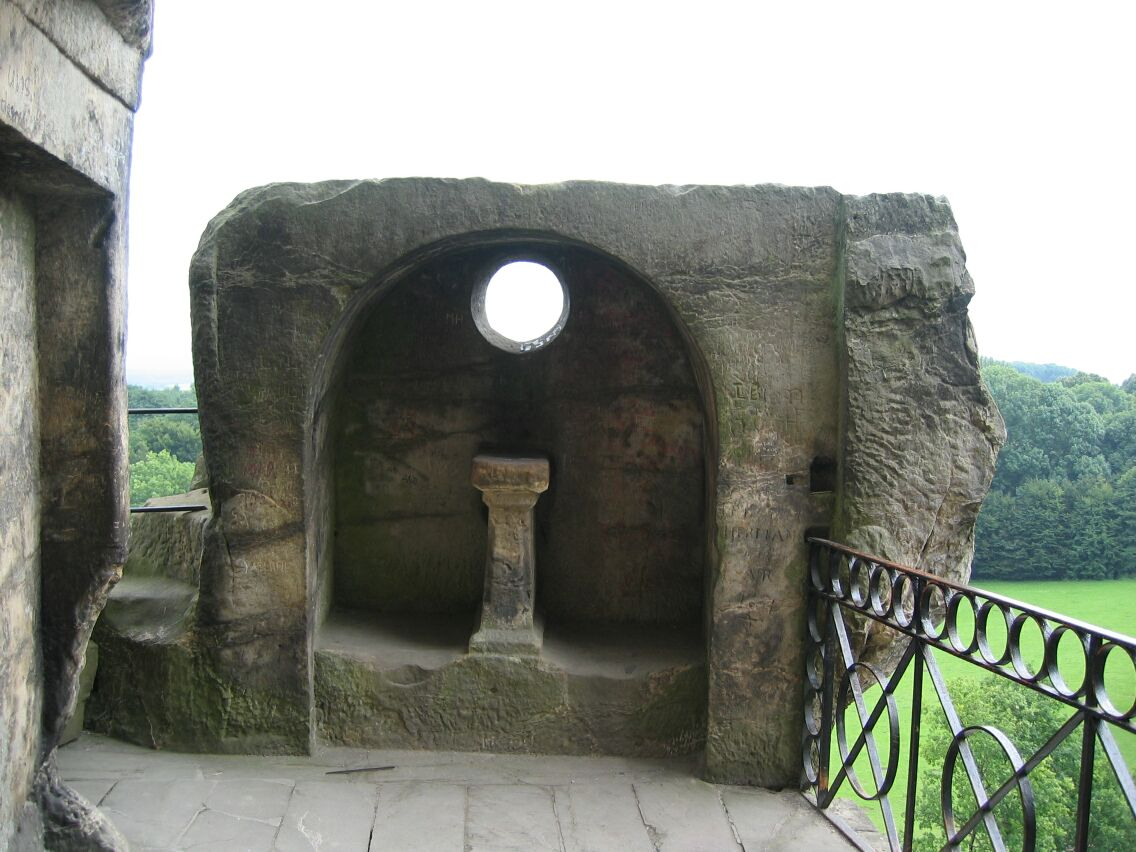
Kaple

Do sloupů Externsteine lidé kdysi vyhloubili množství jeskyní a chodeb a následující generace je dále zvětšovaly. Některé tyto prostory sloužily zřejmým účelům, např. jako kaple. Smysl jiných zůstává záhadou – jsou tu schody, které nikam nevedou, podivné plošiny a výklenky, do skály vytesaná rakev… Nejpůsobivějším místem ve skalách je malá kaple vytesaná do kamene pod vrcholem jednoho ze sloupů. Kaple nemá střechu a na jejím východním konci se nachází klenutý výklenek se sloupovým oltářem, jaký nemá v běžné kostelní architektuře obdoby. Přímo nad oltářem je kulaté okno o průměru 50 cm.

### Výzkumy

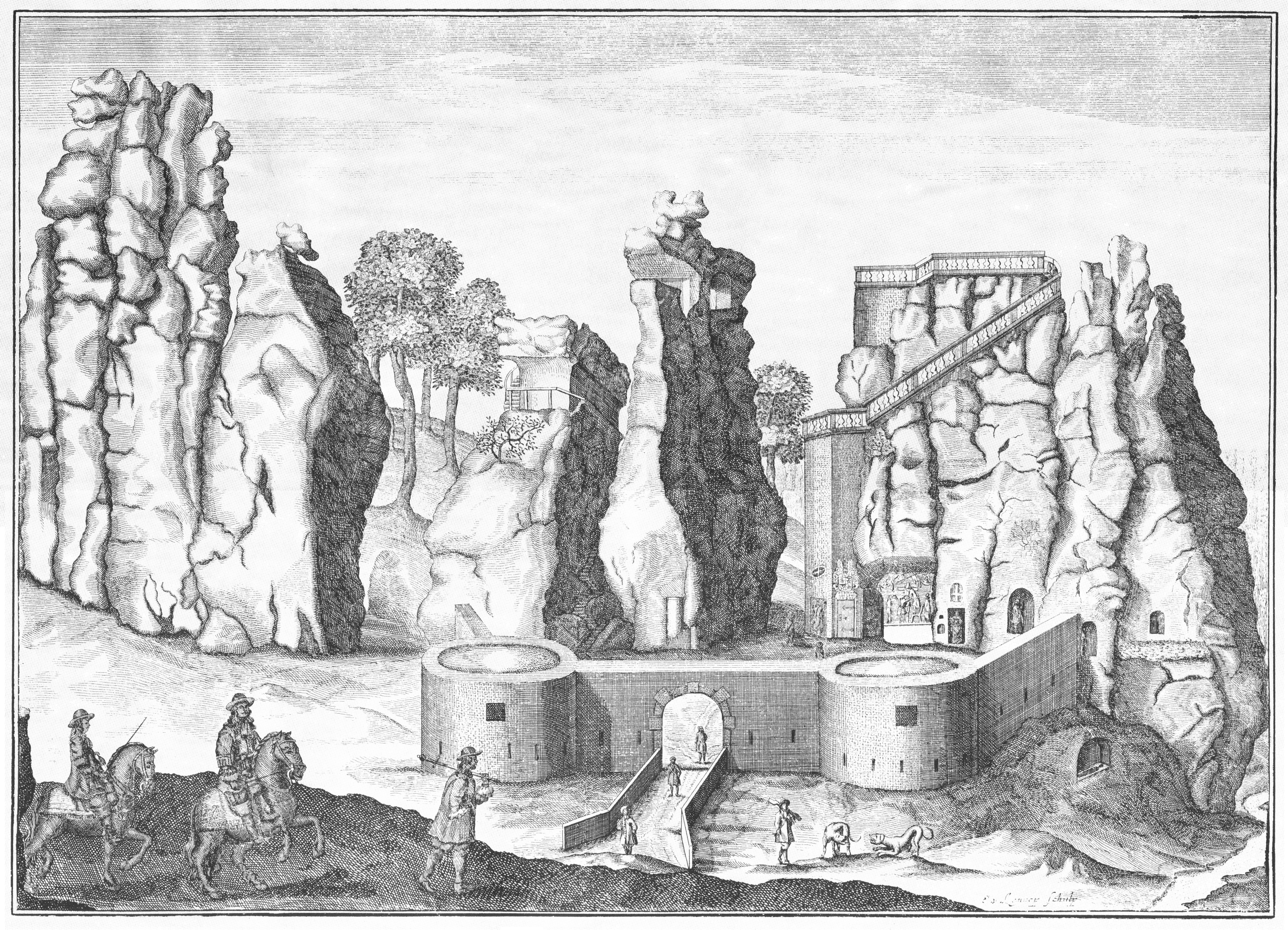
Externsteine s loveckým zámečkem, mědirytina Eliase van Lennepa z roku 1663

V 19. století si badatelé zkoumající staré historické památky všimli, že okno směřuje do míst, kde vychází Slunce o letním slunovratu, a do nejsevernějšího bodu, ve kterém vychází Měsíc. Tito badatelé zastávali názor, že kaple byla zbudována vysoko nad zemí proto, aby poskytovala ničím nerušený výhled na Slunce a Měsíc, když vystupují zpoza význačných útvarů na obzoru za klenbou lesa. Navíc zjistili, že Externsteine leží v přibližně stejné zeměpisné šířce jako Stonehenge, takže na obou místech vycházelo Slunce o letním slunovratu – tato okolnost byla pro evropské kněží-astronomy důležitá – na stejném bodu na horizontu.
Na výzkum 19. století navázal ve 20. letech 20. století evangelický pastor Wilhelm Teudt. Zjistil, že skaliska Externsteine jsou součástí sítě „svatých čar“ (heilige Linien), kterou objevil v severním Německu. Tvrdil, že tyto čáry, jež přibližně odpovídají spojnicím posvátných míst, kterým angličtí badatelé říkají ley, propojují Externsteine s dalšími prehistorickými místy včetně kruhové kamenné sestavy v nedalekém Bad Meinbergu.
Teudt se domníval, že nad kaplí se kdysi nacházely další síně a dřevěné stavby, které sloužily k pozorování Slunce, Měsíce a hvězd, a dovozoval z toho, že skalní sloupy Externsteine bývaly střediskem dávného slunečního kultu. Jeho objevy ho také dovedly k přesvědčení, že celý komplex kolem kaple úmyslně zbořili cisterciáčtí mniši. Prokázal, že padesátitunová kamenná deska, ležící na úpatí skalního sloupu s kaplí, byla stržena z její boční stěny. Mniši svatyni zničili, aby ji očistili od pohanství a učinili ji tak způsobilou pro křesťanské bohoslužby.